# Catedral de Iquique
La catedral de Iquique es una iglesia catedralicia de culto católico, sede de la Diócesis de Iquique. Fue consagrada en 1882 bajo el patronazgo de la Inmaculada Concepción de María.
Fue construida gracias a la campaña de fondos iniciada por el vicario apostólico Camilo Ortúzar, luego de que la iglesia parroquial de Iquique fuese destruida por un incendio el 10 de mayo de 1833. En mayo de 1884 fueron trasladados los restos de Arturo Prat y otros caídos en el combate naval de Iquique —que permanecieron en el templo hasta 1888—, y en el año 1885 se terminó su construcción. En 1929, debido a la creación de la diócesis de Iquique, la iglesia adquiere el rango de catedral.
Parte de su decorado interior es obra del pintor Sixto Rojas Acosta. En 1989, en conjunto con las casas parroquiales adosadas al templo, fue declarada Monumento Histórico.